# Asenoveț, Sliven
Asenoveț (în bulgară Асеновец) este un sat în comuna Nova Zagora, regiunea Sliven,  Bulgaria. 

## Demografie
Componența etnică a satului Asenoveț
     Bulgari (81,76%)
     Nicio identificare (18,23%)
     Altele (0%)
La recensământul din 2011, populația satului Asenoveț era de 625 locuitori. Din punct de vedere etnic, majoritatea locuitorilor (81,76%) erau bulgari. Pentru 18,23% din locuitori nu este cunoscută apartenența etnică.